# Motobu Chōki
Motobu Chōki (本部 朝基 ?, 1870-1944), le plus jeune frère du karatéka Motobu Chōyū, est né dans le village d'Akahira, district de Shuri, Okinawa.

## Biographie
Chōki est le 3e fils de Motobu Udun ("Motobu Palace"), l'une des branches cadettes de la famille royale d'Okinawa. Son père Motobu Chōshin (Motobu Aji Chōsin) était le descendant d'un des 6 fils du premier roi d'Okinawa Shō Shitsu (1629-1668).
Comme dernier de 3 enfants, Chōki Motobu n'était pas destiné à être formé au "Te" familial.
En conséquence, très attiré par l'art martial, il passa la majorité de sa jeunesse à s'entraîner seul, passant des heures à frapper le makiwara, et à soulever de lourdes pierres, pour se renforcer. Son agilité lui valut le surnom de "Motobu no Saru" (Motobu le singe), et ses exploits de combattant le surnom de "Teijikun" (vrai guerrier).
Son enseignement du karaté commença sous la férule de Sōkon Matsumura, avec Itosu Ankō. Choki s'entraîna également chez Sakuma Pechin et au près du maître de "Tomari-Te", Kōsaku Matsumora.
Il était connu pour être violent et bagarreur, n'hésitant pas à provoquer des rixes dans des quartiers sensibles. Ses différents maîtres n'appréciaient pas cette attitude, mais se sentaient obligés de la tolérer du fait de ses origines royales.

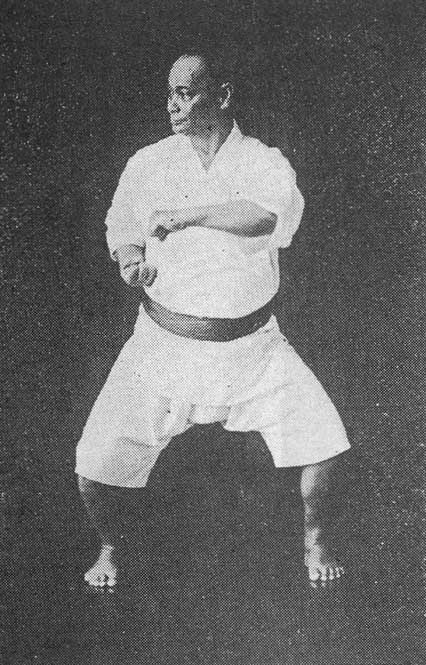
Motobu exécutant Naïhanchi.

Son kata favori était Naïhanchi. Bien qu'il travaillât également beaucoup les katas Chintō et Kushanku du style Shuri-Te et Rōhaï et Sanchin du Naha-Te, Naïhanchi incarnait pour lui l'essence du karaté. 
Devenu maître, Motobu Choki s'instala à Osaka durant les années 1920, pour enseigner son art.
Cependant, il retournait régulièrement à Okinawa se perfectionner tant en Kata qu'en Kobudo. Il ne quitta plus l'île après 1941.
Motobu était un combattant "hors norme", qui ne fut jamais vaincu. Sa très grande popularité au Japon a fortement contribué au développement du karaté dans l'archipel.